# Franz Xaver Zippe

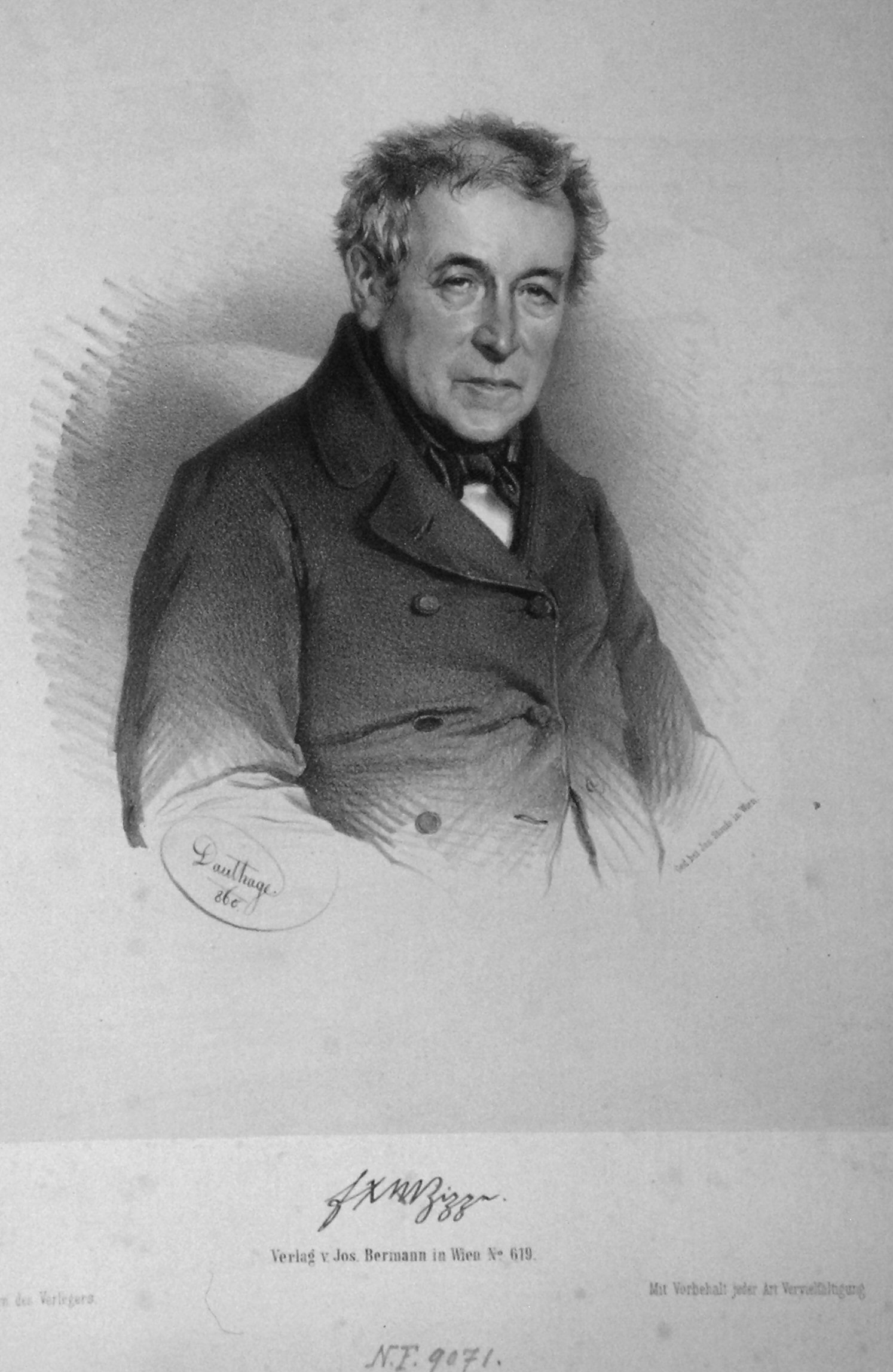
Franz Xaver Zippe, na litografii Adolfa Dauthage z 1860

Franz Xaver Maximilian Zippe (ur. 15 stycznia 1791 r. w Kytlicach – zm. 22 lutego 1863 w Wiedniu) – czeski filozof, przyrodnik i mineralog.
Ukończył szkołę średnią w Dreźnie, a następnie filozofię na uniwersytecie w Pradze (1809). Następnie studiował chemię na Akademii Politechnicznej w Pradze. W latach 1819–1849 pracował na Politechnice Praskiej, wykładając mineralogię najpierw jako adiunkt, a od 1835 jako profesor zwyczajny. Pracował także w Muzeum Praskim Królestwa Czech (z którego potem powstało Muzeum Narodowe w Pradze), współpracując z hrabią Kasparem Marią von Sternbergiem. W latach 1824–1842 kierowanł działem mineralogicznym muzeum. W tym okresie wzbogacił muzeum o liczne okazy mineralne z częstych wypraw po czeskich górach, głównie Karkonoszach, Górach Izerskich i Jesionikach. Opisał i skatalogował kolekcję minerałów muzeum. Współpracował także z Johannem Gottfriedem Sommerem przy wydaniu 16-tomowego dzieła Topographie Böhmen (Topografia Czech). W latach 1849–1850 był dyrektorem Akademii Górniczej w Przybramiu. W latach 1850–1863 był profesorem mineralogii na Uniwersytecie Wiedeńskim.
Od 1847 członek Cesarskiej Akademii Nauk w Wiedniu. Był członkiem korespondentem Bawarskiej Akademii Nauk (1846-1863) oraz Galicyjskiego Towarzystwa Gospodarskiego (1846-1863).